# Cataulacus tenuis
Cataulacus tenuis é uma espécie de formiga do gênero Cataulacus, pertencente à subfamília Myrmicinae.